# Atari BASIC

Atari BASIC é uma linguagem de programação interpretada BASIC para a família Atari 8-bit baseado nos computadores com tecnologia MOS 6502. O interpretador vinha originalmente numa cassete de 8 KB; em modelos de computadores XL/XE era embutido (mas com uma opção para o desativar), iniciando quando as máquinas faziam o boot sem cassetes. O código fonte completo e comentado e o design de Atari BASIC foram publicados num livro em 1983.